# فيكتور بان

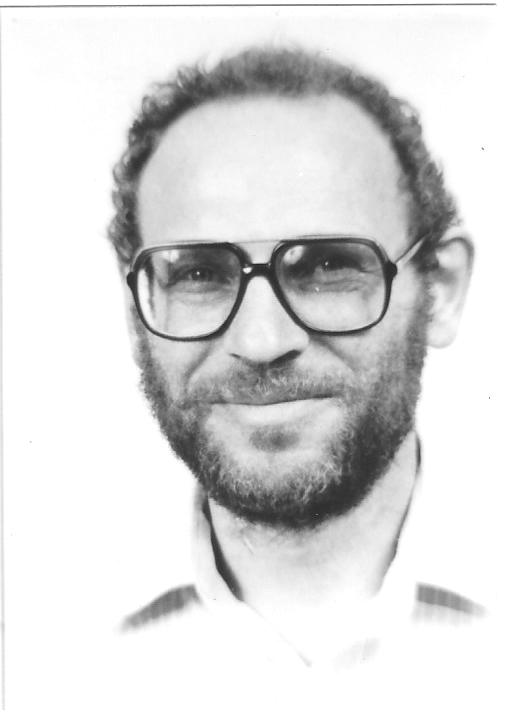
فيكتور بان في عام 1996

فيكتور ياكوفليفيتش بان (بالروسية:Пан Виктор Яковлевич) هو عالم رياضيات وعالم حاسوب سوفيتي-أمريكي، اشتهر بأبحاثه في الخوارزميات المتعلقة بالحدوديات (العديدات الحدودية) وضرب المصفوفات.